# Лаланд, Люк Франсуа
Люк Франсуа Лаланд (фр. Luc-François Lalande; 19 января 1732 — 27 февраля 1805) — один из первых священников, принявших новое гражданское устройство духовенства Франции.
Позже был конституционным епископом, но сложил с себя это звание. Был избран в Конвент от департамента Мёрт. На процессе короля голосовал за изгнание Людовика XVI.